# Aspa
Aspa este o localitate în Spania în comunitatea Catalonia în provincia Lleida. În 2006 avea o populație de 269 locuitori.
1. ↑  Nomenclátor Geográfico de Municipios y Entidades de Población (20240402 edition)
2. 1 2   http://www.idescat.cat/pub/?id=aec&n=925&t=2016 Lipsește sau este vid: |title= (ajutor)